# Frame of Mind
Frame of Mind ist eine deutsche Electro-Industrial-Band aus dem Raum Aschaffenburg, die 1987 von Marko Hein (Gesang) und Michael Friedrich (Synthesizer) gegründet wurde. 1992 löste sich die Band in der damaligen Formation auf. Erst 2016 wurde Frame of Mind von Marko Hein erneut zum Leben erweckt und veröffentlichte bei Infacted Recordings neues Material.

## Geschichte
Noch vor Frame of Mind spielten Marko Hein und Michael Friedrich in einer Synthesizer-Elektronik-Band namens New Music Concept zusammen mit den Musikern Thilo Schneider und Marc Wagemann. Nach Auflösung der Band formierten Hein und Friedrich sich zu Frame of Mind. Dabei kam es zu einem Stilwechsel mit einer oft harten und progressiven Anmutung im Stilumfeld des Industrial infolge der Verwendung von Geräuschkulissen, gesampelten Sounds und harten Bässen. Die erste und einzige offizielle Veröffentlichung in der alten Besetzung befindet sich auf dem Body-Rapture-Sampler von Zoth Ommog, zu dem Frame of Mind mit Love Is… und …Is Love zwei Songs beisteuerte. Während ihrer Zeit absolvierte die Band auch einige Live-Auftritte, unter anderem im Frankfurter Szeneclub Negativ und auf dem 1. Wiesbadener Techno Festival.
Aufgrund unterschiedlicher musikalischer Entwicklung beschlossen Hein und Friedrich eigene Wege zu gehen. Erst nach fast 25 Jahren traf Hein eher zufällig Torben Schmidt, Chef des Electronik-Labels Infacted Recordings. Schmidt kannte Frame of Mind noch aus den frühen Jahren und fragte, ob noch zufällig alte Demobänder existieren. Einige Aufnahmen aus alten Kompaktkassetten aus dem Proberaum wurden von Infacted Recordings im Jahr 2017 remastert und als „Classic Edition“ in Form einer CD namens Murderous Thoughts veröffentlicht. Parallel begann Hein mit dem Schreiben neuer Stücke. Friedrich wohnte in Berlin und war zu keiner weiteren Zusammenarbeit zu bewegen. Im Mai 2017 veröffentlichte Frame of Mind dann die CD Resurrected mit neuen Songs, aber sehr geprägt vom alten Stil der 1990er Jahre. Gemixt und gemastert wurde das Album von Claus Larsen von Leather Strip, der ebenfalls schon auf der ursprünglichen Body-Rapture-Kompilation vertreten war. Larsen verlieh zwei Liedern auch seine Stimme. Kurz nach der Veröffentlichung des Albums erschien ein weiterer Song, Devil in Disguise, auf dem Infacted6-Sampler von Infacted Recordings.
2018 startete Marko Hein ein Nebenprojekt mit Jan Laustroer von Antibody. Eine EP namens Tick Tock wurde im März 2018 über Infacted Recordings veröffentlicht.
Im Dezember 2018 folgte ein weiteres Album At the End of Your World, zu dem kurz vorher die Single Nothing Else to Do erschienen ist.
Am 22. Dezember 2018 erfolgte der erste Live-Auftritt von Frame of Mind seit 1992, als Opener für die Band Suicide Commando in der Location Das Bett in Frankfurt. Ein zweiter Auftritt fand 2019 im Zuge eines Zoth-Ommog-Tributes in „Das Rind“ in Rüsselsheim, zusammen mit Leather Strip, statt.
2020 erschien das bislang letzte Album Return From the World’s End mit der dazugehörigen Single Erode.

## Diskografie
- 1990: Body Rapture (Sampler-Beiträge, Zoth Ommog)
- 2017: Murderous Thoughts (Album, Infacted Recordings)
- 2017: Resurrected (Album, Infacted Recordings)
- 2017: Infacted6 (Sampler-Beitrag, Infacted Recordings)
- 2018: Nothing Else To Do (Single, Infacted Recordings)
- 2018: At The End Of Your World (Album, Infacted Recordings)
- 2019: Devil In Disguise (Single, Infacted Recordings)
- 2019: Infacted7 (Sampler-Beitrag, Infacted Recordings)
- 2020: Erode (Single, Infacted Recordings)
- 2020: Return From The World's End (Album, Infacted Recordings)
- 2021: Breathing In Fumes (Sampler-Beitrag, Infacted Recordings)